# Chamarajanagar
För andra betydelser, se Chamarajanagar (olika betydelser).
Chamarajanagar är en ort i Indien.   Den ligger i distriktet Chamarajanagar och delstaten Karnataka, i den södra delen av landet, 1 900 km söder om huvudstaden New Delhi. Chamarajanagar ligger 717 meter över havet och antalet invånare är 67 992.